# Habronestes striatipes
Espèce
Habronestes striatipes est une espèce d'araignées aranéomorphes de la famille des Zodariidae.

## Distribution
Cette espèce est endémique du Queensland en Australie. Elle se rencontre à Rockhampton et à Bowen.

## Description
Le mâle décrit par Jocqué en 1991 mesure 7,09 mm et la femelle 8,17 mm.

## Publication originale
- L. Koch, 1872 : Die Arachniden Australiens. Nürnberg, vol. 1, p. 105-368 (texte intégral).